# Étienne de Voisins-Lavernière
Pour les articles homonymes, voir Voisins.
Étienne Marius de Voisins-Lavernière est un homme politique français né le 17 mai 1813 à Lavaur et décédé le 20 janvier 1898 à Lavaur.

## Biographie
Fils de Marius de Voisins-Lavernière et de Jeanne de Voisins Lapeyrotte, député en 1830, il est élu représentant du Tarn en 1848, siégeant à droite, mais n'est pas réélu en 1849. Il est élu conseiller général en 1871 et président du conseil général en 1877. Il est élu sénateur du Tarn en 1876 et siège sur les bancs républicains. 
En 1881, il succède à Émile Fourcand comme sénateur inamovible.

## Publication
- Voisins-Lavernière (Étienne de). Rapport fait, au nom de la Commission chargée d'examiner le projet de loi, adopté par la Chambre des députés, portant amnistie pour tous les crimes et délits se rattachant aux insurrections de 1870 et 1871, ainsi que pour tous les crimes et délits politiques commis jusqu'au 19 juin 1880, par M. de Voisins-Lavernière, etc. (2 juillet 1880), Paris, Impr. de P. Mouillot, s. d., 8 p.